# Daczi Zsolt
Daczi Zsolt (Kiskunhalas, 1969. június 12. – Tahitótfalu, 2007. augusztus 6.) magyar gitáros, a Bikini, az Omen, a Tirana Rockers és a Carpathia Project együttesek egykori tagja.

## Zenei pályafutása
19 évesen, az érettségi után lett a Bikini gitárosa. 1989-től a zenekar 1992-es feloszlásáig, majd az 1997-es újjáalakulástól egészen 2004-ig volt a Bikini tagja. Dalszerzőként az együttes 16 dalát jegyzi, közülük a legismertebb a Temesvári vasárnap c. instrumentális száma. A Bikini '92-es feloszlása után alapította meg Tirana Rockers nevű zenekarát Gubás Tibor énekessel, valamint Omen és Sámán (későbbi Kalapács)-tagokkal.
Daczi Zsolt 1995-ben oktató videót készített Gitáriskola címmel, amit a Sony Music adott ki. 1999-ben hozta létre a kísérletező hangvételű Carpathia Projectet a volt Sámán-gitáros Ángyán Tamással. 2002-ben csatlakozott az Omen együtteshez, amelynek haláláig tagja volt.
Halála előtt több számot is írt Deák Bill Gyula számára, melyek közül három megjelent a 60 csapás c. lemezén, egy pedig A király meséi c. albumán 2009-ben.

## Halála
Zsoltnál (akárcsak testvérénél, Barbaránál) vírus által okozott (https://rocknemzedek.hu/daczi-zsolt)[forrás?] és gyorsan kifejlődött epevezetékrákot diagnosztizáltak, mely megtámadta egyéb szerveit, ez vezetett 2007-ben a halálához.

## Felszerelése
- Gitárok:
  - Kramer  Sustainer (piros, kékre átfestve, ma a kiskunhalasi Kis Dávid tulajdona [1])
  - Kramer  Baretta (rózsaszín,eredetileg Nagyfi László hangszere volt, jelenleg Pál Endre tulajdona [1])
  - Gibson Les Paul Classic
  - Gibson SG (eredetileg  Csillag Endre hangszere volt[2]).
  - Fender Stratocaster 1978
  - Fender Telecaster
  - Martin akusztikus gitár
- Technika:
  - Marshall 30th Anniversary amp erősítő
  - Marshall 9100
  - Marshall 1960 vintage láda
  - DigiTech GSP 2101
  - Crate BV412R

## Diszkográfia
| - 1989 – Közeli helyeken LP - 1990 –Temesvári vasárnap LP - 1991 – A sötétebbik oldal CD - 1992 – Izzik a tavaszi délután CD - 1993 – Búcsúkoncert CD - 1997 – Aranyalbum CD - 1997 – A szabadság rabszolgái CD - 1997 – Best Of Bikini CD - 1998 – Körutazás a balkánon CD - 1999 – A világ végén CD - 2000 – Gyémánt CD - 2000 – Nem lesz ennek jó vége (maxi) - 2000 – Nem lesz ennek jó vége CD - 2001 – Álomból ébredve CD - 2003 – Közeli helyeken CD (újrakiadás) - 2004 – Angyali üdvözlet CD - 2004 – Temesvári vasárnapi CD (újrakiadás) | - 1995 – Gitáriskola VHS - 2002 – Daczi Zsolt és barátai CD - 1995 – Sex dealer MK - 2000 – Carpathia Project CD - 2003 – Tiszta szívvel CD - 2006 – A hetedik nap CD - 2006 – Agymosás CD - 2008 – Hatvan csapás CD - 2009 – A király meséi CD |

## Díjak
- Az Artisjus Zenei Alapítvány díja 2005
- Wigwam Arany Nyíl Gála 2005 – Életműdíj

## Külső hivatkozások
- Daczi Zsolt hivatalos lapja
- Omen honlap
- Bikini honlap
- Carpathia Project
- Bon Scott Tribute
- Daczi Zsolt emlékoldala
- Maróthy György
- Guitar Nine Records
- Temesvári Vasárnap
- Deák Bill Gyula